# Метт Далтон
Метт Далтон (англ. Matt Dalton; 4 липня 1986, м. Клінтон, Канада) — канадський хокеїст, воротар. Виступає за «Нафтохімік» (Нижньокамськ) у Континентальній хокейній лізі. 
Виступав за Беміджиський державний університет (NCAA), «Провіденс Брюїнс» (АХЛ), «Редінг Роялс» (ECHL), «Витязь» (Чехов).
Досягнення
- Чемпіон NCAA (2009).